# Top Star (Album)
Top Star ist das 34. Studioalbum des österreichischen Schlagersängers Freddy Quinn, das 1976 vom Musiklabel Polydor (Nummer 6 5834 4) auf Schallplatte in Deutschland veröffentlicht wurde.

## Schallplattenhülle
Auf der Schallplattenhülle ist Freddy Quinn zu sehen, der ein weißes Hemd und eine schwarze Lederjacke trägt. Links von seinem Kopf steht „Top“ und rechts „Star“ – der Albumtitel ist in blauen Versalien geschrieben, wobei die Buchstaben eine weiße Umrandung aufweisen. Darüber befindet sich in gelben Versalien der Schriftzug „Freddy Quinn“.

## Titelliste
Das Album beinhaltet folgende 20 Titel:
- Seite 1

1. Morning Sky – Geschrieben von Hans Bouwens und Kurt Hertha
2. Hundert Mann und ein Befehl – Geschrieben von Robin Moore, Barry Sadler und Ernst Bader
3. Rolling Home – Volksweise, Arrangiert von Franz Josef Breuer
4. It’s Country Time – Geschrieben von Freddy Quinn und John O’Brien-Docker
5. Wo meine Sonne scheint – Geschrieben von Harry Belafonte, Lord Burgess und Kurt Feltz
6. Marie, ich komm’ zu dir – Geschrieben von Roger Baeten, Ad Kraamer und Harald H. Werner
7. Die Stadt am Strom – Geschrieben von Freddy Quinn und Ernst Bader
8. El Gaucho – Geschrieben von Freddy Quinn und Victor Bach
9. Green Green Gras Of Home – Geschrieben von Curly Putman
10. Jambalaya – Geschrieben von Hank Williams

- Seite 2

1. Nimm mich mit – Geschrieben von Norbert Schultze, Fritz Graßhoff
2. Auf der Reeperbahn nachts um halb eins – Geschrieben von Ralph Arthur Roberts
3. Oh What A Beautiful Morning – Geschrieben von Richard Rodgers und Oscar Hammerstein II; aus dem Musical Oklahoma!
4. Komm auf die Schaukel, Luise – Geschrieben von Theo Mackeben, Hans Herbert und Claudius Alzner
5. Wir lagen vor Madagaskar – Geschrieben von Just Scheu
6. Einmal in Tampico – Geschrieben von Lotar Olias und Peter Moesser
7. In Hamburg sind die Nächte lang – Geschrieben von Karl Bette, Claus Ritter und Hans Bradtke
8. Der Junge von St. Pauli – Geschrieben von Freddy Quinn und Ernst Bader
9. Tennessee Saturday Night – Geschrieben von Billy Hughes
10. Glory Glory Halleluja – Traditional; Arrangiert von Rolf Rosemeier